# SwissBorg
SwissBorg est une plateforme de crypto-monnaie basée en Suisse et en Estonie, qui propose des services financiers, notamment l'achat et les placements en crypto-monnaie, le trading et un token natif appelé BORG (anciennement CHSB). La société fournit des actifs financiers décentralisés et traditionnels par le biais de son application mobile et de son outil d'investissement intelligent. L'entreprise a son siège administratif en Suisse et son siège opérationnel à Tallinn en Estonie. Elle possède également des bureaux à Lisbonne.

## Histoire
SwissBorg a été fondée par Cyrus Fazel et Anthony Lesoismier en 2017 à Lausanne.
En 2017, SwissBorg a levé plus de 50 millions de dollars au travers d'une campagne qui fera par la suite polémique. En 2018, SwissBorg a ensuite organisé l'un des premiers référendums on-chain sur la blockchain Ethereum, avec la participation de 25 000 personnes. Un deuxième référendum a permis aux membres de la communauté de voter sur le secteur qu'ils aimeraient d'abord engager dans un programme de mentorat ICO,.
De 2018 à 2023, l'entreprise est passée d'une douzaine d'employés à plus de 200.
En avril 2020, SwissBorg a lancé l'appli SwissBorg Wealth, une appli de gestion de patrimoine qui permet d'acheter, de stocker et/ou de négocier des actifs numériques basés sur la blockchain,. Elle intègre des analyses d'actifs avancées pilotées par l'IA et des analyses de portefeuille pour guider les utilisateurs dans leurs décisions d'investissement. L'app SwissBorg comprend Smart Engine qui analyse plus de centaines de paires de trading pour trouver la meilleure transaction, que vous achetiez ou vendiez dans votre monnaie locale ou en crypto.
En août 2020, SwissBorg s'est associée à Onfido pour vérifier l'identité des candidats à sa plateforme de gestion de fortune.
En 2020, l'entreprise est devenue un Venture Leader Fintech 2020.
En mars 2021, plus de 280 000 personnes utilisaient l'application SwissBorg et la société avait 1 milliard de dollars d'actifs en dépôt. Parallèlement, un portefeuille spécialisé, appelé Smart Yield Wallet, a été lancé. Ce portefeuille est conçu non seulement pour permettre aux utilisateurs de stocker leurs crypto-monnaies, mais aussi pour leur offrir la possibilité d'obtenir des rendements, potentiellement jusqu'à 20 % en USDC. En outre, le portefeuille améliore l'utilité de la mise en jeu du token en accordant aux détenteurs de comptes Premium la possibilité de gagner le double du rendement normal. Il s'appelle désormais SwissBorg Earn.
En mai 2021, la plateforme a collaboré avec OpenPayd, une plateforme de paiements et de services bancaires (BaaS). Ce partenariat permet à SwissBorg d'intégrer une gamme complète de services financiers,.
En octobre 2022, SwissBorg a lancé Blockchain Thematics, un ensemble d'actifs cryptographiques, regroupés autour d'un sujet spécifique. SwissBorg Thematics fournit une méthode de diversification en regroupant des crypto-actifs basés sur des thèmes particuliers. Le produit est conçu pour un large éventail d'investisseurs et met l'accent sur la sécurité, l'automatisation et le rééquilibrage, réduisant potentiellement la nécessité d'une surveillance et d'une recherche continues.
Le 28 novembre 2022, SwissBorg a été lancé aux Émirats arabes unis. L'application vise à faciliter les investissements cryptographiques pour une large base d'utilisateurs,.
En avril 2023, SwissBorg a conclu une levée de fonds de série A de 24 millions d'euros, battant ainsi des records en matière de levée de capitaux axée sur la communauté. Le tour de table a permis de vendre 13 651 189 actions à 16 841 investisseurs, atteignant une valorisation d'environ 200 millions de francs suisses.
En juillet 2023, la plateforme a lancé Golden Thematics, qui donne accès à l'or par le biais de Tether Gold (XAUT), un jeton numérique adossé à de l'or physique. La stratégie Golden Thematic vise à tirer parti des mouvements potentiels à la hausse du prix du bitcoin, puis à passer à l'or comme mesure défensive contre les baisses potentielles de la valeur du bitcoin.
En septembre 2023, SwissBorg comptait environ 700 000 titulaires de comptes vérifiés.
Fin 2023, SwissBorg est pris dans la polémique entourant le projet NFT "Ballman" porté par le tennisman Stan Wawrinka, notamment pour avoir fait activement campagne de la levée de fonds du projet.
La société est accréditée par la Financial Intelligence Unit (Estonie) et l'Autorité des marchés financiers (France).